# معهد الإمارات للدراسات المصرفية والمالية

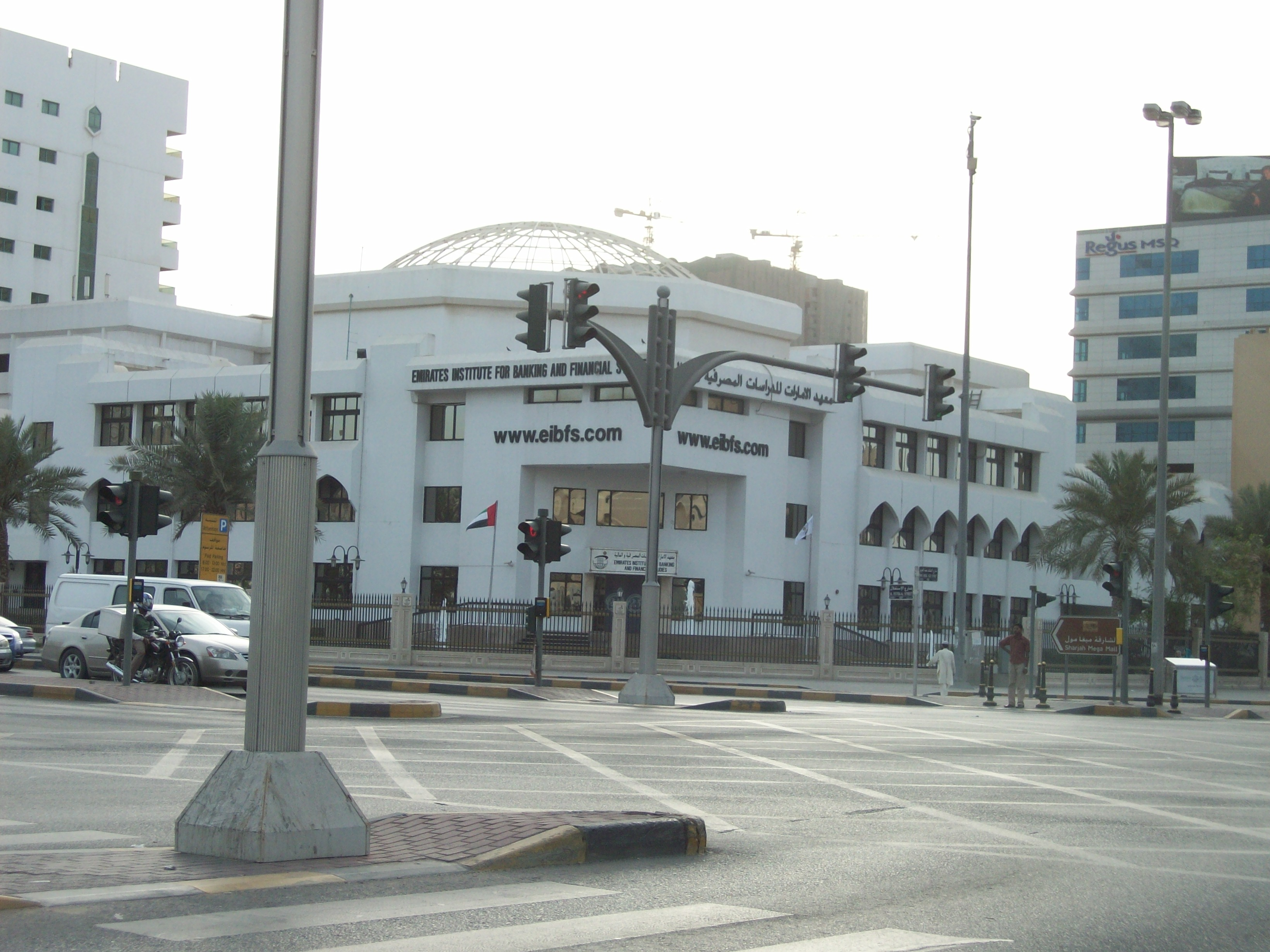

معهد الإمارات للدراسات المصرفية والمالية هو مؤسسة تعليمية تأسست عام 1983، يقدم معهد الإمارات برامج تعليمية ودورات تدريبية وخدمات مصرفية ومالية عالمية في مراكزه الثلاثة في الشارقة، أبوظبي، ودبي.
المعهد يقدم خدمات تعليمية عديدة منها: البكالوريوس في العلوم المصرفية والمالية، الدبلوم في العلوم المصرفية، الدبلوم المصرفي الإسلامي، والعديد من الدراسات والدورات التدريبية المتعلقة بمجال البنوك والتأمين.
إضافة إلى البرامج التعليمية، يقدم معهد الإمارات للدراسات المالية والمصرفية خدمات بحث واستشارات وتقييم للمؤسسات المالية المصرفية، ويعمل على تطوير القاع المالي والمصرفي في دولة الإمارات العربية المتحدة و المنطقة بشكل عام.
وفي  عام 2022 درّب المعهد 35 ألفاً من المهنيين في القطاعين المصرفي والمالي ضمن خطة تدريب تضمنت  166 برنامجاً تدريبياً بما في برامج تدريب خاصة بالقطاع المصرفي وقطاع التأمين 
يحتضن المعهد مكتبة متطورة تتضمن  24 ألف كتاب مطبوع و127 ألف كتاب إلكتروني تغطي مواضيع ومجالات واسعة ومتنوعة تشمل المحاسبة والخدمات المصرفية المالية والاقتصاد والإدارة والكمبيوتر إضافة إلى المراجع و يتيح المعهد  الوصول المجاني إلى الموارد والخدمات التي توفرها مكتبته  للعاملين في المجال المصرفي والمالي.